# Жан-Ів Руа
Жан-Ів Руа (фр. Jean-Yves Roy, нар. 17 лютого 1969, Росмер, Квебек) — канадський хокеїст, що грав на позиції правого нападника. Грав за збірну команду Канади.

## Ігрова кар'єра
Професійну хокейну кар'єру розпочав 1994 року.
Протягом професійної клубної ігрової кар'єри, що тривала 13 років, захищав кольори команд НХЛ «Нью-Йорк Рейнджерс» (1995), «Оттава Сенаторс» (1995–1996) та «Бостон Брюїнс» (1996–1998), а також команд нижчих північноамериканських ліг і клубів з Австрії, Швейцарії та Німеччини.
Усього провів 61 матч у НХЛ.
Виступав за збірну Канади.